# 権限受容説
権限受容説（けんげんじゅようせつ）とは経営学用語の一つ。これは経営学者であるチェスター・バーナードによって提唱された概念である。企業においての上司から部下への命令というのは、上司から部下に対して命令が行われたということで成り立つのではなく、命令を受けた部下がその命令を受容したということで成り立つわけであり、同時に上司に正当性が有されているということにもなるということである。このため部下が上司の命令を受容しないということがあったならば、それは上司に問題が存しているというわけであり、たとえば上司の行っている命令が間違った内容であったり、上司にリーダーシップが有されていないがゆえに部下が命令を受容しないなどといった問題が存在する。